# Stilo
Stilo är en stad och kommun i storstadsregionen Reggio Calabria, innan 2017 provinsen Reggio Calabria, i regionen Kalabrien i södra Italien. Staden ligger 151 km från Reggio Calabria. Kommunen hade 2 573 invånare (2017).
Kommunens ekonomi baseras huvudsakligen på jordbruk med produktion av säd, olja, vin och ost. Det finns järn- och blygruvor i området.
10 km från staden stod slaget vid Punta Stilo år 1940.

## Personer från Stilo
- Tommaso Campanella, filosof
- Francesco Cozza, konstnär

## Galleri

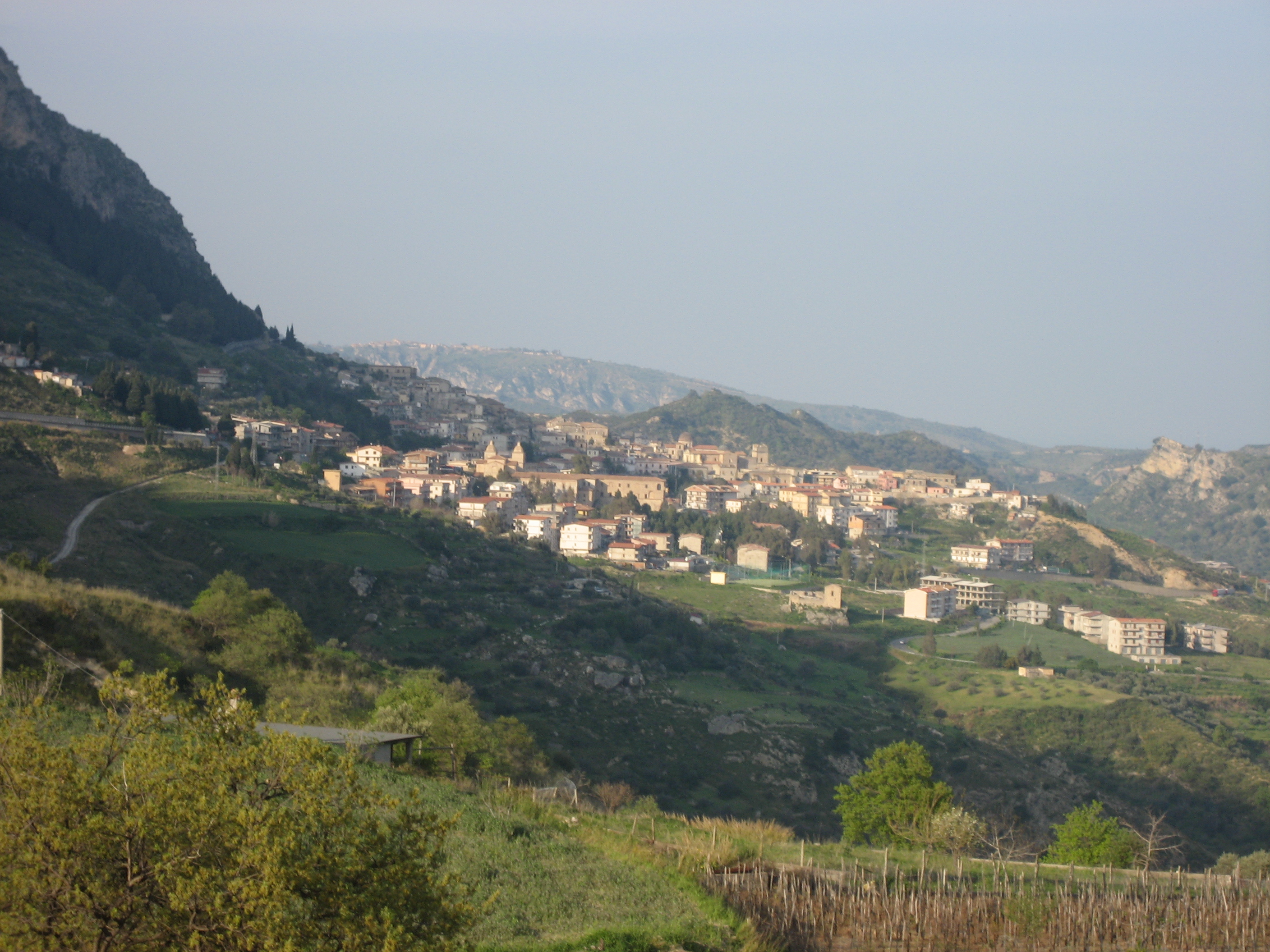
Vy över Stilo.
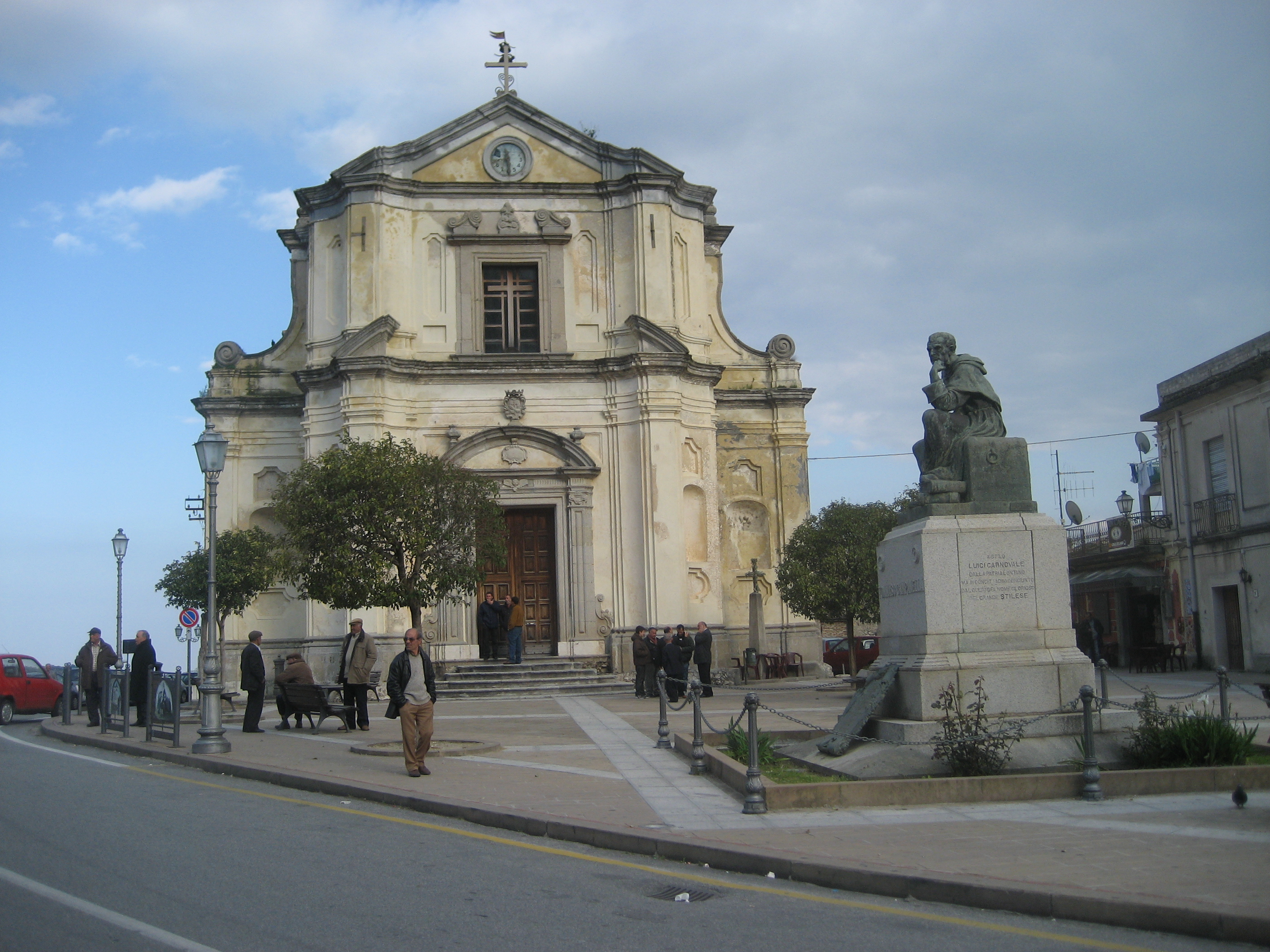
Kyrkan San Francesco.
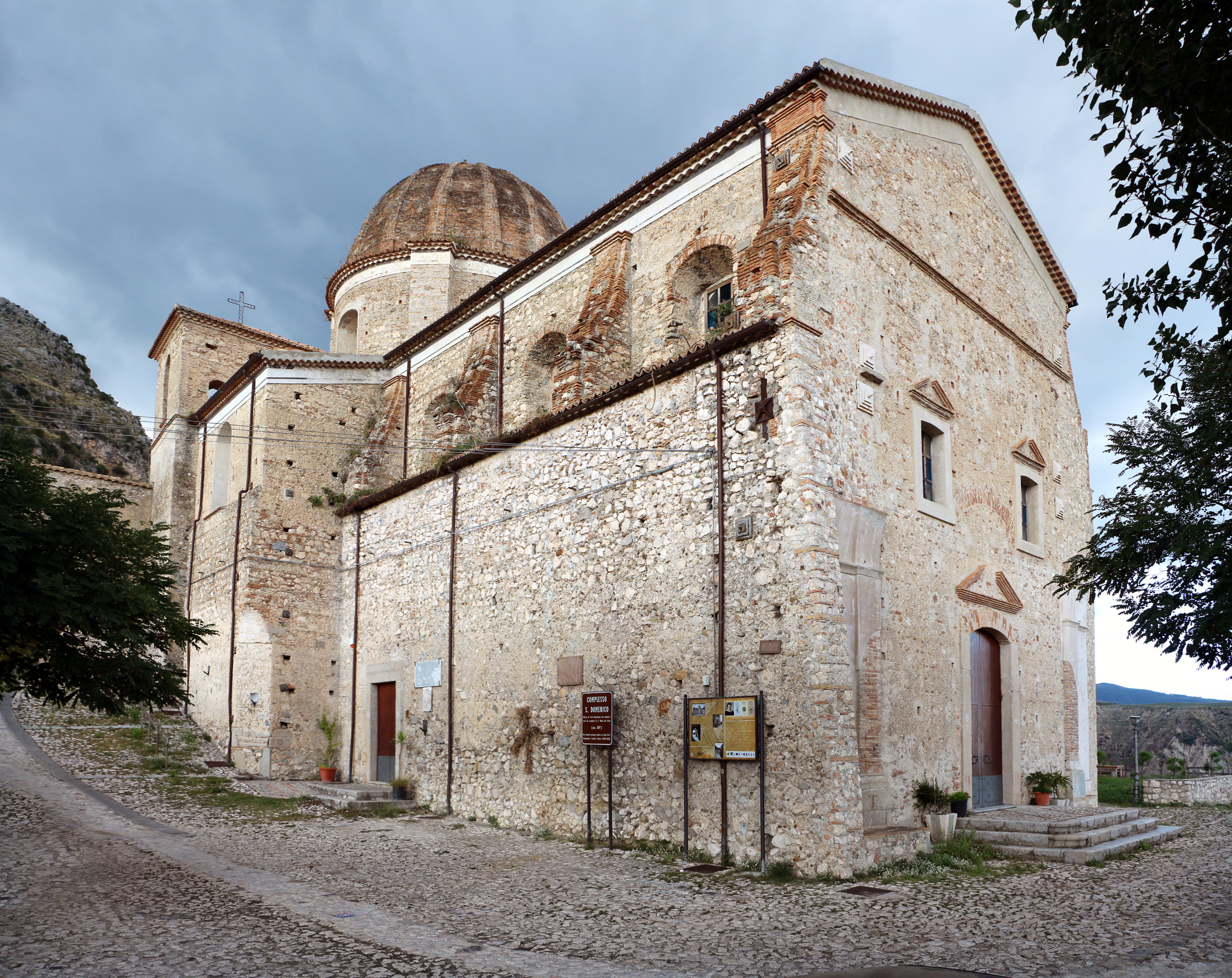
Kyrkan San Domenico.